# عبد الواحد الزهراني
عبد الواحد الزهراني (ولد عام 1970م) أكاديمي وشاعر عرضة ونظم وقلطة سعودي.

## نشأته
عبد الواحد بن سعود الخزمري الزهراني من قبيلة بالخزمر، ولد عام 1970. يحمل شهاده دكتوراه في الإدارة حصل عليها من جامعة أم القرى. تتلمذ على يد والده الشاعر سعود، وكانت بداياته مع حوقان أبو الشاعر محمد بن حوقان.

## التعليم
- حاصل على درجة البكالوريوس من كلية المعلمين بالطائف عام 1993.
- حاصل على درجة الماجستير في الإدارة التربوية والتخطيط من جامعة ام القرى عام 2004.
- حصل على درجة الدكتوراة بامتياز من كلية التربية في جامعة ام القرى عام 2010.[2]

## العمل
عمل في سلك التعليم مدرساً لمادة الرياضيات، ثم أصبح وكيل إدارة التعليم في العاصمة المقدسة مكة المكرمة، ثم مديرا لإدارة التعليم الاهلي والاجنبي بجدة، ثم انتقل للعمل الأكاديمي بوزارة التعليم العالي.
يعمل محاضرًا في جامعة الباحة - كلية التربية- قسم الإدارة التربوية.

## مساهماته الشعرية
أسس قاعدة جماهيرية، من خلال صياغته القصائد الشعرية التي يلقيها غالباً في المناسبات الرسمية من خلال ميادين العرضة، وساهم من خلال قصائدة بمعالجة العديد من القضايا الاجتماعية، واعتبره عشاق العرضة الجنوبية شاعر الجنوب الأول كونه يصف لسان حالهم في قصائد،ه ومنها ماعرضته للمسائلة القانونية. وله عشرات القصائد الاجتماعية.

### أشهر قصائده
1. بنات الرياض
2. الميزانية
3. القضاة
4. طريق الجنوب
5. أبو علي
6. ملكة الجن

### ديوانه
صدر (ديوان عبد الواحد الزهراني) المطبوع عام 2004. أعده وقدم له محمد بن حمدان المالكي.